# Украинское (Петропавловский район)
Украи́нское (укр. Українське) — посёлок,
Украинский сельский совет,
Петропавловский район,
Днепропетровская область,
Украина.
Код КОАТУУ — 1223886001. Население по переписи 2001 года составляло 970 человек .
Является административным центром Украинского сельского совета, в который, кроме того, входят сёла
Василевка,
Веремиевка,
Зелёный Гай,
Марьянка,
Новосёловка и
Новохорошевское.

## Географическое положение
Посёлок Украинское находится на правом берегу реки Сухой Бычок,
выше по течению примыкает село Новохорошевское,
ниже по течению на расстоянии в 6 км расположено село Самарское,
на противоположном берегу — сёла Новосёловка и Зелёный Гай.

## История
- Село Украинское возникло в 1929 году одновременно с организацией совхоза «Днепропетровский».
- В 1938 году село Украинское отнесено к категории посёлок городского типа.

## Экономика
- Кооператив «Мир».
- «Возрождение», кооператив.

## Объекты социальной сферы
- Школа.
- Детский сад.
- Амбулатория.
- Дом культуры.